# كواتزاكوالكوس
كواتزاكوالكوس (بالإنجليزية: Coatzacoalcos) هي مدينة، تقع جنوب ولاية فيراكروز في المكسيك، بلغ عدد سكانها 319187  نسمة، في 2015، تبلغ مساحتها 471000000 متر مربع، رمزها البريدي هو 96380–96599.

## الموقع
تشترك في الحدود مع:
- Pajapan [الإنجليزية]‏.

## مدن توأم
المدن التوأم:
- فيلاهيرموسا.

## أعلام
- ماريا أنتونيتا كولينز
- سلمى حايك
- إدواردو أندرادي سانشيز